# 硫化鉛(II)
硫化鉛(II)（りゅうかなまり に、英: lead(II) sulfide）は、化学式PbSをもつ無機化合物である。方鉛鉱とも呼ばれる基礎的な鉱物で、鉛の最も重要な化合物である。半導体として特殊用途に用いられる。

## 基本的性質・合成・関連物質
硫化水素または硫化物を鉛イオンの水溶液に加えると、黒色の沈殿として得られる。
{\displaystyle {\ce {Pb^{2+}\ + H2S -> PbS\ + 2 H^+}}}
この反応の平衡定数は、3×106 mol/Lである。
無色または白色から黒色への劇的な色の変化を伴うこの反応は、定性無機分析に用いられていた。現在でも、硫化水素または硫化物の存在を検出する常法として、酢酸鉛試験紙がある。
関連するセレン化鉛(II)、テルル化鉛(II)と同様、半導体としての性質を示す。また、もっとも古くから用いられてきた半導体でもある。その他のIV-VI族半導体と異なり、塩化ナトリウム型の結晶構造を持つ。
鉛の主要鉱物として、化学変換に多大な努力がなされてきた。主なプロセスは精錬であり、生成した酸化物を還元して金属鉛を得る。
この二段階反応の理論的な化学反応式は以下の通りである。
{\displaystyle {\ce {2PbS + 3O2 -> 2PbO + 2SO2}}}
{\displaystyle {\ce {PbO + C -> Pb + CO}}}
二酸化硫黄は硫酸に変換される。

### ナノ粒子
硫化鉛(II)を含むナノ粒子と量子ドットは詳細に研究されている。
伝統的に、このような物質は、鉛の塩と、様々な硫化物イオン源を組み合わせて作られる。
近年、硫化鉛(II)のナノ粒子は太陽電池に応用されつつある。

## 安全性
硫化鉛(II)は非常に溶解性が低いため、ほとんど無害であるが、精錬における熱分解によって、危険な粉塵を生じる。
硫化鉛(II)は溶解性が低く、血液のpHでは安定な物質であるため、鉛の化合物としては無害なほうであろう。
炭酸鉛類を用いて硫化鉛(II)を合成する際には、大きな安全上のリスクがある。炭酸鉛は特に溶解性が高く、生理学的に好ましくない状態をもたらす。

## 応用
以前、硫化鉛(II)は黒色の顔料として用いられていたが、近年では古くから知られていた半導体としての特性が研究されている。

### 赤外線センサー（光導電体）
硫化鉛(II)は赤外線センサーの素子として、もっとも古く、もっとも身近である。放射による素子の温度上昇に反応する熱センサーとは異なり、硫化鉛(II)は赤外線センサーとして、放射された光子に直接反応する。
硫化鉛(II)素子を用いて放射を検出する方法は二通りある。光子が硫化鉛(II)素子に当たるときに生じる微弱電流か、光子による素子の電気抵抗の変化が観測されるが、後者がよく用いられる。室温では、硫化鉛(II)は波長1-2.5 μmの放射に反応する。この波長領域は、短波長赤外線(SWIR)と呼ばれる赤外領域の短波長側に相当する。この波長は、非常に高温の物体のみが放射する。
液体窒素やペルティエ素子を用いて硫化鉛(II)素子を冷却すると、検出する波長領域はおよそ2-4 μmに変化する。この波長を放射する物体はいまだ数百°Cという高温のはずであるが、冷却されていないセンサーが検出する温度ほどは高くない。
同じ目的に用いられるその他の化合物には、アンチモン化インジウム (InSb) や テルル化カドミウム水銀 (HgCdTe)があり、より長波長の赤外線の検出については、これらの方がやや優れている。
高い誘電率のため、ケイ素、ゲルマニウム、InSb、HgCdTeと比較して、検出器としての動作は遅い。

## 天文学
金星の高度2.6 km以上の大気は、輝きのある物質で覆われている。この物質の成分は完全にはわかっていないが、地球で水の氷が雪として降るのと同様に、金星では硫化鉛(II)の結晶が雪として降っているという説がある（金星の雪を参照）。もしそうならば、他の惑星でこの物質が同定された初のケースになる。比較的考えにくいが、硫化ビスマスやテルルという説もある。